# Шадько, Кларина Ивановна
Кларина Ивановна Шадько (8 марта 1939, з/с «Красноармеец», Александровский район, Ворошиловградская область — 27 марта 2020, Ульяновск) — советская и российская театральная актриса, педагог, народная артистка РСФСР (1988).

## Биография
Родители Кларины Ивановны Шадько были родом из Саратовской области, где в Терновском районе, в деревне Квасниковка, ещё со времён Екатерины Великой жили переселенцы с Украины, сосланные туда за вольнодумство, но позже переехали на Украину. Кларина Шадько родилась 8 марта 1939 года в зверосовхозе «Красноармеец» Александровского района Ворошиловградской области (сейчас Луганская область) Украинской ССР.
В 1957—1964 годах училась в Ульяновском культурно-просветительском училище и почти одновременно начала играть в Ульяновском драматическом театре. В 1964—1968 годах обучалась на заочном актёрском факультете ГИТИСа (педагоги И. А. Анисимова-Вульф, В. Дёмин, Н. В. Пажитнов).
С 1962 года играла в Ульяновском драматическом театре. За почти 60 лет работы в театре сыграла более 200 ролей.
Преподавала актёрское мастерство в Ульяновском государственном университете.
Скончалась после продолжительной болезни 27 марта 2020 года в Ульяновске. Похоронена на Аллее славы Северного кладбища Ульяновска .

## Награды и премии
- Медаль «В ознаменование 100-летия со дня рождения Владимира Ильича Ленина» (1970).
- Медаль «За трудовое отличие» (1971).
- Премия Международного фестиваля немецкой драматургии (1976).
- Медаль «Ветеран труда» (1985).
- Премия СТД Ульяновской области «Лицедей» (1996).
- Заслуженная артистка РСФСР (12.01.1979).
- Народная артистка РСФСР (20.05.1988).
- Государственная премия Российской Федерации за роль Бережковой в инсценировке романа И. Гончарова «Обрыв» (2002).
- Благодарность Министра культуры и массовых коммуникаций Российской Федерации (01.03.2006) — за многолетнюю творческую деятельность, большой клад в развитие театрального искусства и в связи с 220-летием со дня основания Ульяновского областного драматического театра[4].
- Почётный знак «За заслуги перед Ульяновской областью» (2009).
- Лауреат премии имени Н. Х. Рыбакова в Тамбове «Актриса России» за исполнение роли Бабушки в спектакле «Я, бабушка, Илико и Илларион» Н. Думбадзе (2011).
- Почётный гражданин города Ульяновска (2011).
- Премия «Золотая маска» за выдающийся вклад в развитие театрального искусства (2013).

## Работы в театре
- «Мораль пани Дульской» Г. Запольской — Ганка
- «Ричард III» У. Шекспира — герцогиня Йоркская
- «Последняя жертва» А. Островского — Михеевна
- «Последний срок» В. Распутина — старуха
- «Поднятая целина» по М. Шолохову — Варька
- «Долги наши» Э. Володарского — Тоня
- «Любовь Яровая» К. Тренёва — Любовь Яровая
- «Васса Железнова» М. Горького — Васса Железнова
- «Любовь и голуби» В. Гуркина — Надежда
- «Коварстве и любовь» Ф. Шиллера — леди Мильфорд
- «Привидения» Г. Ибсена — фру Алвинг
- «Без вины виноватые» А. Н. Островкого — Кручинина
- «Мамаша Кураж и её дети» Б. Брехта — мамаша Кураж
- «Мещанин во дворянстве» Мольера и Жана Батиста Люлли — госпожа Журден
- «Обрыв» И. А. Гончарова — Бережкова
- «Каждый осенний вечер» Ивана Пейчева — Подпольщица
- «Красное и коричневое» Ивана Радоева — Параскева
- «Любовь необъяснимая» Недялко Йорданова — три роли
- «Сказка о четырёх близнецах» Панчо Панчева — Бонка
- «Мата Хари» Недялко Йорданова — Мата Хари
- «Свой остров» Раймонда Каугвера — Хелью (1971)
- «Играем в мужа и жену» Кирилла Топалова — Она
- «Жених из Интернета» Веселины Цанковой — моноспектакль «Ай-кю»
- «Дорогая моя Памела» Джона Патрика — Памела
- «Горе от ума» А. Грибоедова — Хлестова
- «Я, бабушка, Илико и Илларион» Н. Думбадзе — бабушка Ольга
- «Блажь» П. Невежина, А. Островского — Гурьевна
- «Три сестры» А. Чехова — нянька Анфиса
- «Правда — хорошо, а счастье лучше» А. Островского — Фелицата
- «Очень простая история» М. Ладо — лошадь Сестричка
- «Бесприданник» Л. Разумовской — баба Маша
- «Незабудки» Л. Улицкой — Елизавета Яковлевна
- «Пока она умирала» Н. Птушкиной — Софья
- «Божьи Одуванчики» А. Иванова — Анастасия Михайловна, бывшая актриса
- «Тётки в законе» А. Коровкин — Генриетта Карловна
- «Оскар и Розовая Дама» Э.-Э. Шмитт — Розовая дама

## Фильмография
- 1988 — Автопортрет неизвестного — эпизод

## Признания
- Её имя занесено на Аллее Славы у Ульяновского областного драматического театра.
- На доме, где жила Кларина Шадько установлена мемориальная доска[5].

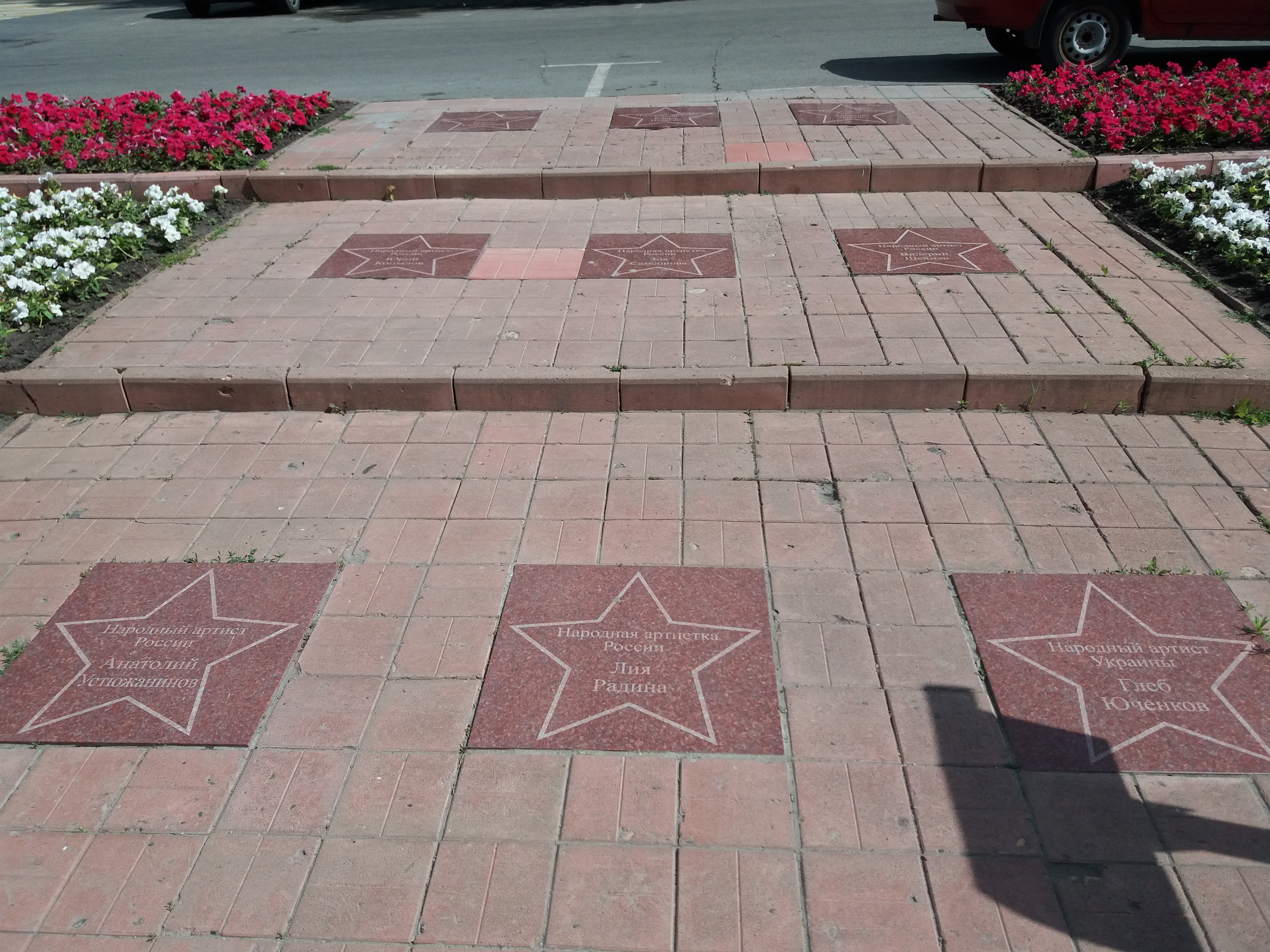
Аллея Славы драмтеатра
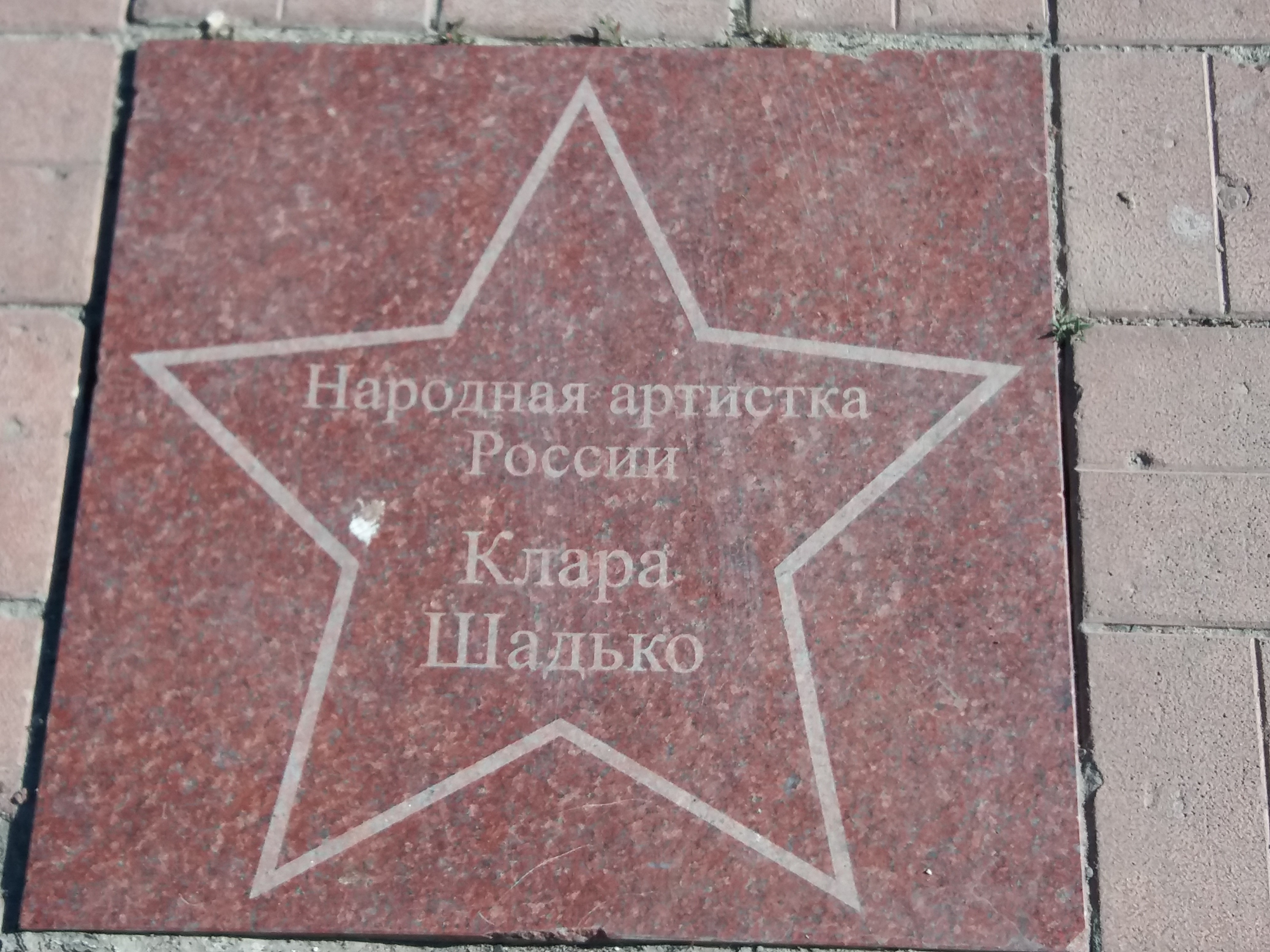
«Звезда» Клары Шадько на аллеи Славы
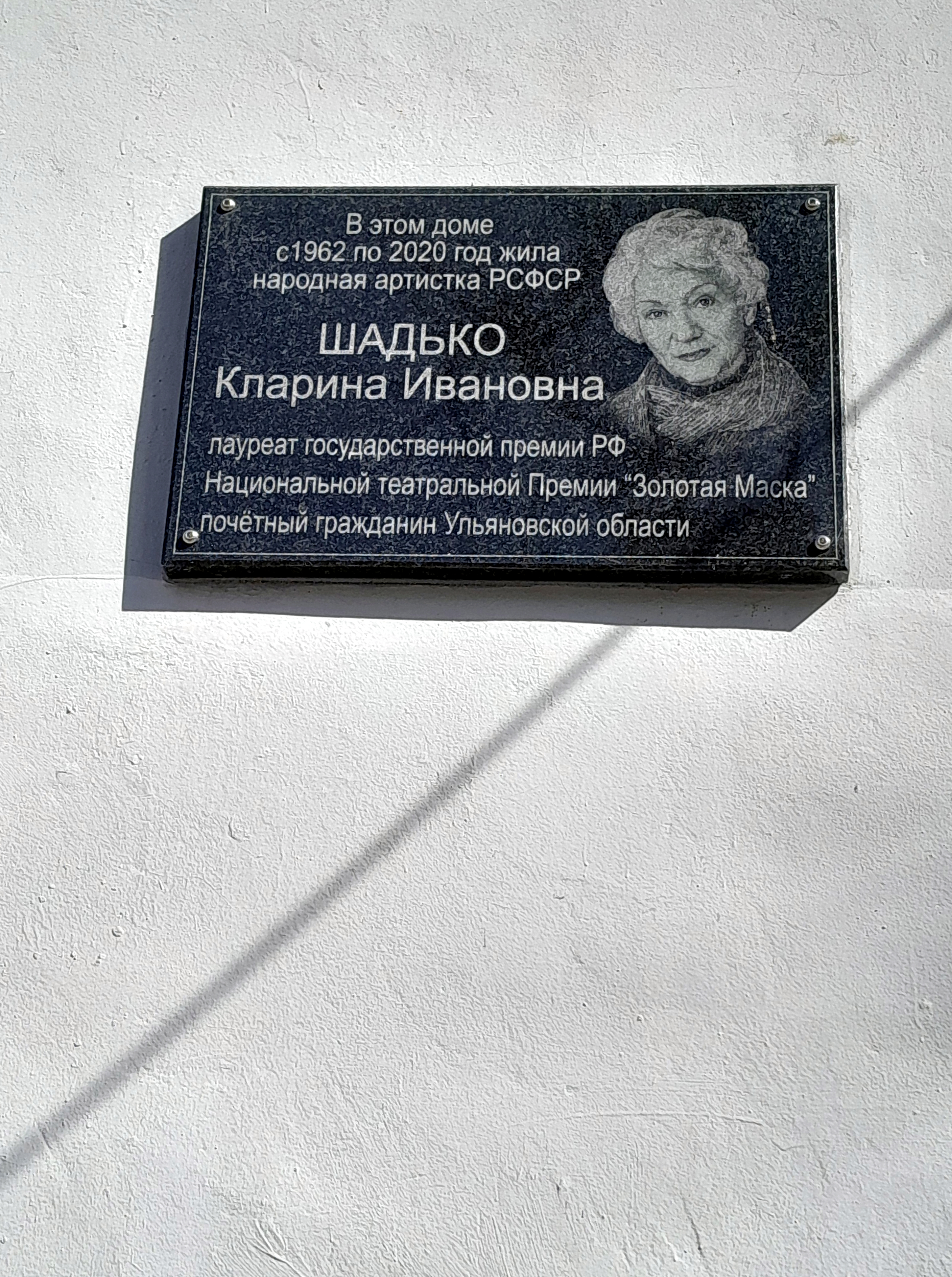
Мемориальная доска Кларине Шадько.